# Sfântu Gheorghe, Ialomița
Sfântu Gheorghe là một xã thuộc hạt Ialomița, România. Dân số thời điểm năm 2002 là 2177 người.